# Xe siècle av. J.-C.
IIe millénaire av. J.-C. |
Ier millénaire av. J.-C. |
Ier millénaire
../.. |
XIIe siècle av. J.-C. |
XIe siècle av. J.-C. |
Xe siècle av. J.-C. |
IXe siècle av. J.-C. |
VIIIe siècle av. J.-C. |
../..
Années 990 av. J.-C. | Années 980 av. J.-C. | Années 970 av. J.-C. | Années 960 av. J.-C. | Années 950 av. J.-C. 
 Années 940 av. J.-C. | Années 930 av. J.-C. | Années 920 av. J.-C. | Années 910 av. J.-C. | Années 900 av. J.-C.
Voir aussi : Liste des siècles, Chiffres romains

## Événements

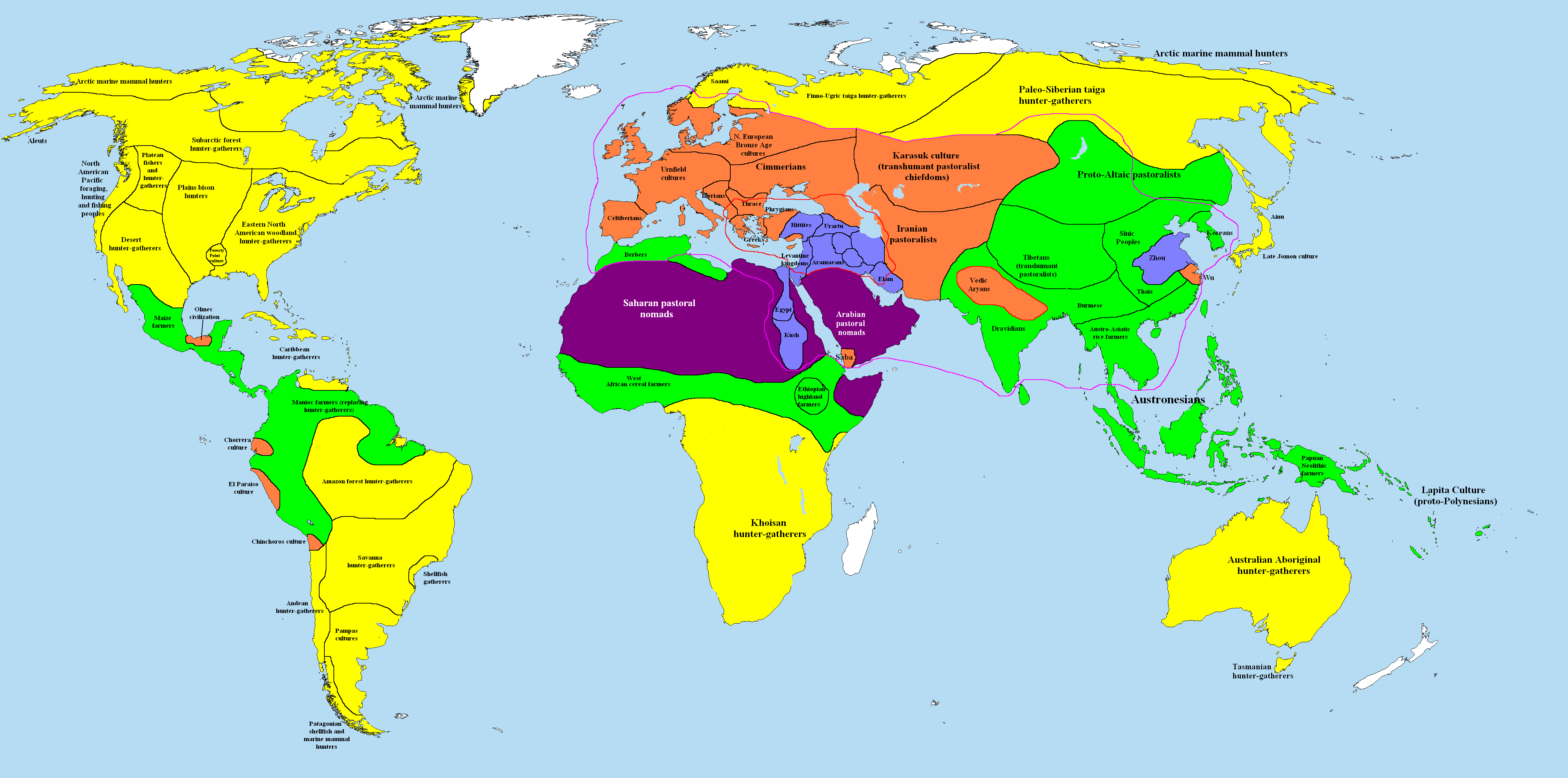
Le monde vers 1000 av. J.-C.

- Vers 950 av. J.-C. : selon la tradition éthiopienne du Kebra Nagast rédigé au XIVe siècle , Ménélik Ier, fils du roi d'Israël Salomon et de la reine de Saba, fonde le royaume d'Axoum[1]. La fondation d'Aksoum par des Sabéens de langue sémitique qui auraient traversé la mer Rouge en venant d'Arabie du Sud (l'actuel Yémen) est remise en cause par la plupart des chercheurs qui privilégient un développement autochtone avant la migration sabéenne au IVe et Ve siècles av. J.-C. (D'mt)

### Asie et Pacifique
- 1000-600 av. J.-C. : période védique tardive en Inde, liée à la découverte archéologique de poterie grise peinte dans la région du Gange, particulièrement dans l’Haryana (900-500 av. J.-C.). L’introduction des outils de fer permet d’intensifier le défrichement de la région du Gange. La culture du riz se développe[2]. Vers 1000 av. J.-C., les Aryens entrent au Gujerat. Les prêtres dominent la société[3]. C’est à cette époque que sont rédigés les textes sacrés de l’hindouisme, les Veda, qui attestent du système des castes[4]. Littérature védique des Sûtra (selon la tradition)[3]. Époque possible de la rédaction du Mahābhārata[5]. Le roi Rishabhanatha fonde la religion Jaïna (date traditionnelle)[6]. L’homme se perfectionne par ses actes au cours de sa vie, et à sa mort, renaît dans un autre corps — théorie du Karma, de l'Ahimsa (non-violence), du végétarisme et de la réincarnation.

- 1000-400 av. J.-C. : période Jōmon final au Japon[7].

- 1000 av. J.-C.- 43 apr. J.-C. : culture Dong Son au nord du Viêt Nam. Métallurgie du bronze (tambours de Dong Son), riziculture[8].

- 1000-800 av. J.-C. : âge du bronze final dans les steppes eurasiatiques, connu comme une phase de transition de la culture du Karassouk vers l’âge du fer dite période Kamenniy Log (ou Kamennyi Log)[9]. Les groupes de pasteurs sont majoritaires. L’économie complètement nomade des steppes est fondée sur l’élevage extensif des chevaux, des bovins et des moutons, avec l’appoint de l’agriculture et de la chasse.

- 950-700 av. J.-C. : des peuples Lapita (polynésiens) sont attestés sur les îles Tonga (950-900 av. J.-C.), Samoa (900-850 av. J.-C.) Futuna et Uvea (vers 700 av. J.-C.)[10].
- vers 1050 av. J.-C. - IIIe siècle ap. J.-C. : début et extension de la période formative de la civilisation Tiwanaku dans les Andes autour du lac Titicaca.

### Proche-Orient
- 1000-883 av. J.-C. : la Phénicie devient la principale puissance commerciale du Levant. Les marins phéniciens fondent des comptoirs en Méditerranée, à Chypre, en Sicile, en Sardaigne, sur la péninsule Ibérique et en Afrique du Nord. Ils franchissent le détroit de Gibraltar et fondent Gadès (Cadix) et Lixus au Maroc vers 1100 av. J.-C. selon les sources classiques, mais plus probablement après VIIIe siècle av. J.-C. selon l’archéologie. L'alphabet phénicien, issu probablement de l’alphabet protosinaïtique, se développe vers 1050 av. J.-C. La première inscription connue en caractères alphabétiques phéniciens, datée d'environ 1000 av. J.-C., figure sur le sarcophage du roi Ahiram de Byblos. Tyr devient le principal port de la Méditerranée, à la place de Sidon[11].
- Vers 950 av. J.-C. : comme l’atteste le calendrier de Gezer, en Palestine méridionale, l’usage du système alphabétique se généralise à tout le Levant[12]. Des inscriptions du IXe siècle ont été retrouvées de la Transjordanie (stèle de Mesha) à l’Euphrate, en passant par Damas.

- Les Araméens étendent leur domination sur la Syrie du Nord au détriment des royaumes néo-hittites. Ils forment les royaumes de Damas, Alep, Arpad, Sam’al, Hama, et Guzana sur le site de Tell Halaf, Bît Halupê (en) sur le bas Khabur (Al-Suwar), Bît Zamâni (en) avec Amedi pour capitale (aujourd’hui Diarbakr). Seul Karkemish, la Cilicie et les États néo-hittites du Taurus préservent leur indépendance. Les Chaldéens, peuple voisin, s’installent dans la région d’Ur[13].

### Europe

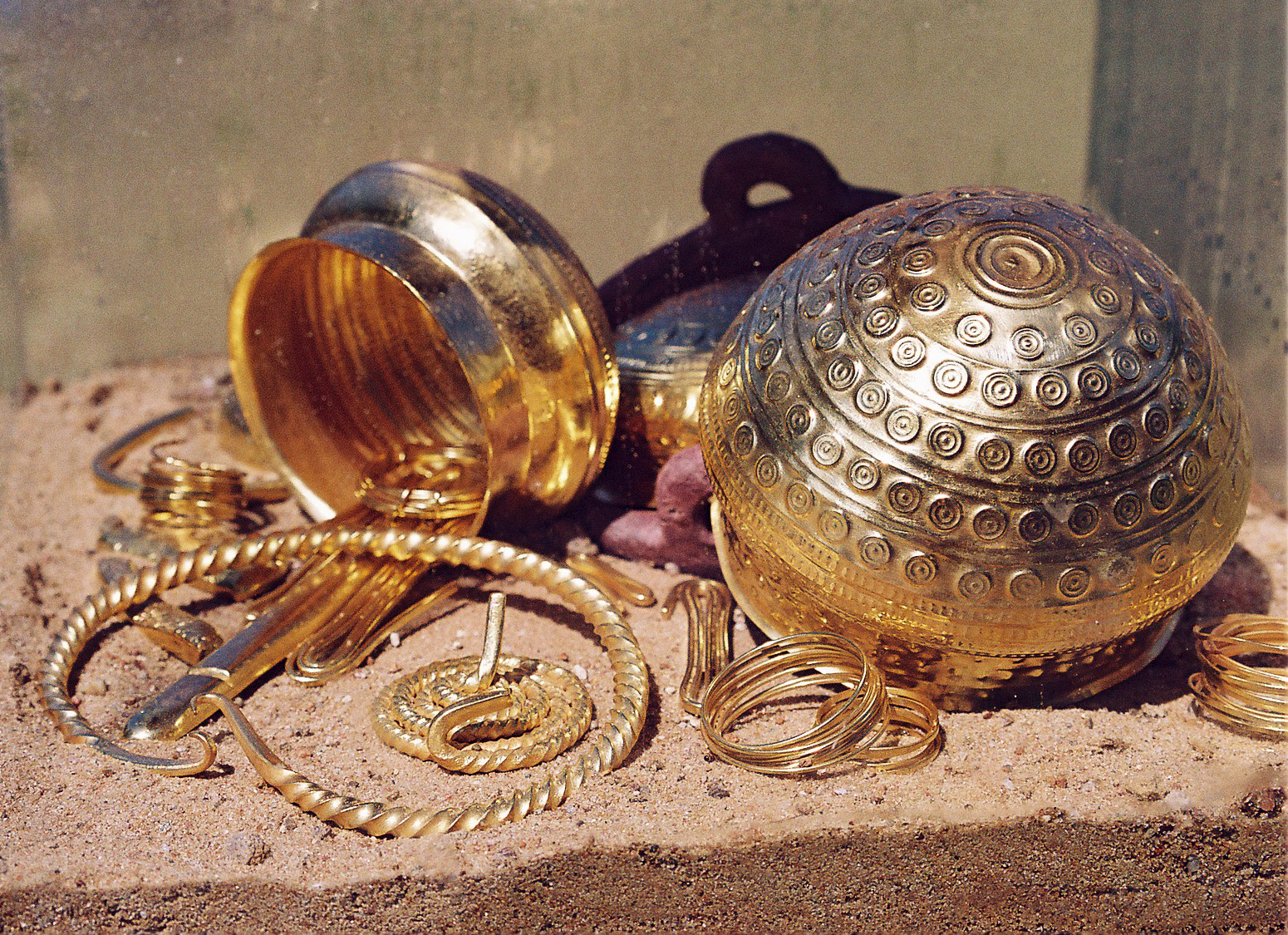
Le trésor d'Eberswalde est un ensemble de 81 bijoux en or mis au jour dans le Brandebourg, daté des.

- Vers 1000-850 av. J.-C. : phase IV de la civilisation des champs d'urnes[15]. La pratique de l'incinération des morts se généralise en Europe occidentale[16].
- Vers 1000-700 av. J.-C. : les Cimmériens, d’origine indo-européenne, dominent la Russie méridionale, la Crimée et l’Ukraine[17].
- La culture latiale I, variante archéologique de la culture protovillanovienne, succède à la culture apenninique de l’âge du bronze dans le Latium, en Italie[18].

- Les Iapyges (Dauniens, Peucétiens, Messapiens), originaires d’Illyrie occupent le sud-est de l’Italie (Apulie)[19]. Ils sont à l’origine de grandes agglomérations et produisent une céramique originale à peinture mate, résistant à l’influence grecque jusqu’aux VIIIe – IVe siècles av. J.-C..

- Première traces d’occupation du site de Véies[20].

#### Monde grec

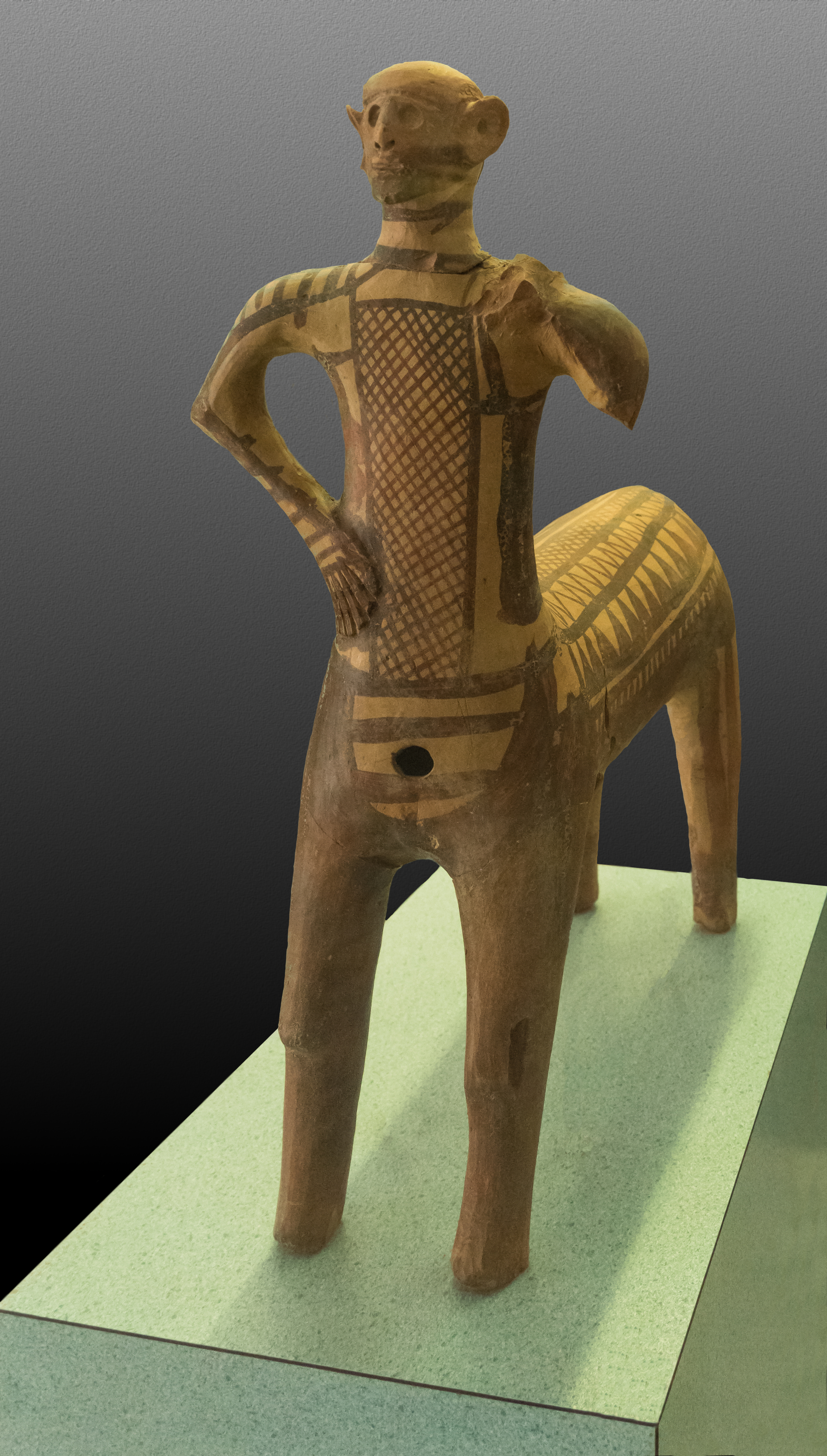
Centaure de Lefkandi, 1050 - 900 av.J.-C.. Figurine d'argile découverte en deux morceaux, dans deux tombes voisines de la nécropole de Toumba.

- 1050-900 av. J.-C. : période protogéométrique dans la céramique en Grèce[21]. Passage à l’âge du fer[22]. La métallurgie du fer se diffuse dans la région de la mer Égée et en Europe centrale.
  - Le bâtiment de Toumba à Lefkandi (Eubée), est daté de la première moitié du siècle. Ce bâtiment à abside, de 50 mètres de long sur 14 mètres de large, entouré d’une rangée de poteaux de bois formant véranda, est la plus ancienne apparition du système périptère qui sera plus tard associé au plan du temple grec (700 av. J.-C.). Il s’agit soit d’une résidence princière dans laquelle le prince aurait été enterré après sa mort, soit d’un édifice funéraire construit en imitation d’une résidence princière (le bâtiment ne semble avoir fonctionné que pendant un laps de temps très court)[22].
  - Les Ioniens sont implantés en Asie mineure dans dix cités (Éphèse, Érythrée, Clazomènes, Colophon, Lébédos, Milet, Myonte, Phocée, Priène et Téos) et dans les îles de Samos et Chios, ce qui sera au VIIe siècle av. J.-C. la confédération ionienne[23].
  - Apparition des premières offrandes dans le sanctuaire d’Olympie. Les figurines de terre cuite sont suivies par les premières statuettes en bronze, enfin des trépieds un peu avant la fin siècle[24].
- Vers 950 av. J.-C. :  à Lefkandi (Eubée), des contacts nouveaux se créent au début du Protogéométrique récent avec les régions proches (Attique, Thessalie). Des changements interviennent dans les coutumes funéraires. Des créations locales, comme la coupe à boire « skyphos à demi-cercles pendants », deviendront le témoignage archéologique principal de la présence eubéenne en Méditerranée pendant près de deux siècles. L’or réapparaît après une longue absence. L’art du métal se développe (trépieds en bronze, nouveau type de fibule)[22].
- Vers 950-925 av. J.-C. : début d'une période de paix relative dans le monde grec qui dure jusqu'au début du VIIIe siècle av. J.-C. Intensification des relations commerciales avec l'Orient et début du contact avec la Sicile, la Sardaigne et l'Étrurie, notamment via le biais des expéditions d'aristocrates eubéens.
- Vers 930-890 av. J.-C. : règne d'Agis Ier, roi de Sparte.
- Vers 925-600 av. J.-C. : temples phéniciens à Kommos, sur la côte sud de la Crète[22].

## Personnages significatifs
- Hiram, roi de Tyr.
- Salomon, roi d'Israël.
- Sheshonq Ier, pharaon d'Égypte d'origine libyenne.
- Agis Ier, roi de Sparte.
- Balkis, reine de Saba.